# 1976年龙陵地震
1976年龙陵地震是当地时间1976年5月29日20时23分和22时，发生于中国云南省龙陵县的Ms 7.3、Ms 7.4地震。该次地震属群震型地震，频度高、强度大、持续时间长，前震频繁，余震丰富:17。

## 地质背景
龙陵位于龙陵–瑞丽断裂、怒江断裂和腾冲断裂三条断裂带的交汇区，地震由通过镇安盆地的怒江断裂和腾冲断裂发生共轭构造活动产生。

## 参数测定
第一次大震的震中位于龙陵县城东南的朝阳、平达一带，里氏7.3级，震源深度24公里:108。1小时37分后，第二次大震发生，震中位于龙陵县镇安、金竹坪一带，震源深度21公里，Ms 7.4:110。

## 前震和余震
第一次大震（7.3级）发生前25分钟，发生了两次Ms 5.2前震:17。地震发生至1977年6月30日，共发生余震10,684次，最大Ms 6.6（1976年7月21日腾冲团田）:112。

## 震害情况
地震导致德宏州、保山地区、临沧地区的9个县不同程度受灾，共倒损房屋42万间，破坏中小水库127座、公路620公里、农田40万亩、损失粮食573万斤、各种物资4,500多万元，死亡98人，重伤451人，轻伤1,991人:111。

## 抗震救灾
地震发生后，中共中央和国务院发来了慰问电，派出以国务院副总理吴桂贤为团长、全国人大常委会副委员长姚连蔚、财政部长张劲夫、副部长张元培为副团长的中央慰问团，云南省派出以中共云南省委第一书记贾启允为团长的慰问团，于6月10日在芒市体育场召开慰问大会。云南省商业部门调拨了2,400多吨物资，全国数千个单位先后赠送大批物资，北京、上海和解放军派出了14个医疗队赶赴灾区。:21